# クリス・マルコフ
クリス・マルコフ（Chris Markoff、本名：Risto Zelevarov、1938年3月1日 - 2024年2月10日）は、ユーゴスラビア出身のプロレスラー。北米に移民後、ロシア人ギミックのヒールとして活動した（ギミック上の出身地はロシアのスターリングラード）。
日本にも昭和期の各団体に参戦しており、日本プロレス時代のアントニオ猪木がワールドリーグ戦で初優勝したときの対戦相手としても知られる。

## 来歴
1960年代初頭、オーストラリアのメルボルンでクリス・ジェレヴァロウ（Chris Jelevarou）の名でデビューしたとされる（昭和期からの日本でのプロフィールでは、1960年にヨーロッパでデビューし、バルカン地区の王者となった後、1963年にカナダを経由してアメリカのマット界に進出した、などと紹介されている）。
アメリカではボリス・ボルコフ（Boris Volkoff）と名乗り、ニコライ・ボルコフ（後にWWFで活躍するヨシップ・ペルゾビッチとは別人）とのボルコフ・ブラザーズで活動。その後、1960年代中盤よりクリス・マルコフ（Chris Markoff）と改名し、インディアナポリスのWWAにてアンジェロ・ポッフォ（ランディ・サベージの父親）とデビルズ・デュオ（The Devil's Duo）なるタッグチームを結成。ボビー・ヒーナンをマネージャーに従え、ディック・ザ・ブルーザー&クラッシャー・リソワスキーの極道コンビを相手にWWA世界タッグ王座を巡る抗争を繰り広げた。
デビルズ・デュオ解散後の1967年11月1日には、負傷したラリー・ヘニングの代打としてハーリー・レイスのパートナーとなり、AWA世界タッグ王座を継承。しかし11月3日、シカゴにてパット・オコーナー&ウイルバー・スナイダーに敗れて王座から陥落、文字通りの三日天下に終わった。その後、1968年にテキサスのダラス地区に入り、フリッツ・フォン・エリックとテキサス・ブラスナックル王座を争っている。
1969年4月、日本プロレスの『第11回ワールドリーグ戦』に初来日。外国陣営ではボボ・ブラジル、ゴリラ・モンスーンに次ぐ3番手のダークホース的存在だったが、モンスーンが不調だったこともあり、ブラジルと同点の首位という戦績を残す。日本陣営もジャイアント馬場とアントニオ猪木が同点で首位となり、5月16日の東京都体育館での優勝決定戦では4選手による決勝トーナメントが行われたが、第1試合の馬場対ブラジルが時間切れ引き分けで両者失格となったため、第2試合の猪木対マルコフがそのまま決勝戦となった。試合は猪木が勝利し、マルコフは優勝を逸したものの、猪木のワールドリーグ戦初優勝の相手を務めたことで、日本のプロレス史にその名を残した（この一戦は、猪木の卍固めを一躍有名にしたことでも知られている）。
帰米後はロサンゼルス地区でのミル・マスカラスとの抗争を経て、同じユーゴスラビア出身のブロンコ・ルービッチとのタッグで活動。フロリダ地区では1969年10月25日、サム・スティムボート&サイクロン・ネグロを破りNWAフロリダ・タッグ王座を獲得。1971年にはダラス地区にて、ジョニー・バレンタイン&ワフー・マクダニエルなどの強豪チームとNWAアメリカン・タッグ王座を争った。
その後はフロリダを主戦場に、1972年12月27日、ボビー・シェーンと組んでジャック・ブリスコ&ジェリー・ブリスコを下してNWAフロリダ・タッグ王座に返り咲く。以降1975年にかけて、マーク・ルーイン、サンダーボルト・パターソン、ロバート・フラー、ボブ・アームストロング、ティム・ウッズ、ボリス・マレンコ、ビル・ワット、ダニー・ホッジ、ボブ・ループ、ディック・スレーター、ダスティ・ローデス、ボブ・バックランドらと対戦した。
この間、日本プロレスには1970年4月、1971年7月、1972年8月にも参戦。1970年の来日時は『第12回ワールドリーグ戦』に出場、前年の第11回大会のように優勝戦には進めなかったものの、外国陣営ではドン・レオ・ジョナサンに次ぎ、ダッチ・サベージと同点の2位の戦績を残した。1971年の来日時には、8月1日に福岡スポーツセンターにて馬場のインターナショナル・ヘビー級王座に挑戦した。1972年の来日時には、9月18日の山梨県甲西町大会の試合後、同時参加していたブル・ラモスやエル・ゴリアスらとリング外で乱闘事件を起こしている（マルコフの人種差別的な態度にラモス達が激昂したことが原因とされている）。この乱闘で、マルコフはラモスに脳天をビール瓶で殴打され、ゴリアスに右耳を食いちぎられたが、報復にゴリアスの左手の親指を噛みちぎり返したという。しかし、事件から2日後の9月20日、プライベートの喧嘩とビジネスは別物と割り切り、ラモスと組んで坂口征二&吉村道明のアジアタッグ王座に挑戦した。1974年11月には全日本プロレスに参戦。12月6日の新潟市大会ではザ・デストロイヤーのUSヘビー級王座に、12月12日の川崎市大会では馬場のPWFヘビー級王座にそれぞれ挑戦した。
以降も各地を精力的に転戦し、1976年12月にはマッドドッグ・バションが主宰していたモントリオールのグランプリ・レスリングにて、ジル・ポワソンと組んでデストロイヤー&ジェリー・グラハムを破りタッグ王座を獲得。1977年からはハワイに進出しジョン・トロスやドン・ムラコと抗争、バディ・ローズ&ビッグ・ジョン・スタッドと共闘してアンドレ・ザ・ジャイアントとも対戦した。南半球のニュージーランドでは、1978年にレス・ソントンから大英帝国ヘビー級王座を奪取している。同年10月、ブルート・バーナード&キラー・カール・クラップとの悪党外国人トリオの一角として新日本プロレスに来日。猪木との因縁の対決が注目され、シリーズ最終戦の11月1日に愛知県体育館にてNWFヘビー級王座に挑戦するも、ここでも卍固めで敗れ去った。

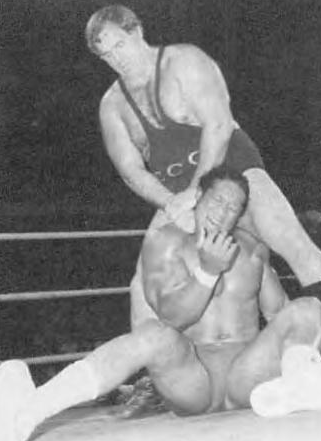
トニー・アトラスを攻撃するキャリア晩年のマルコフ

1979年はジョージア・チャンピオンシップ・レスリングにてフランス系ヒールのジャック・グレイと組んで活動、10月14日にはジョージア州メイコンのメイコン・コロシアムにてスタン・ハンセン&バズ・ソイヤーと対戦した。1981年は英国人のロード・アルフレッド・ヘイズをマネージャーに、南部エリアでニコライ・ボルコフと反米タッグを結成、ノースカロライナのジム・クロケット・プロモーションズではジョニー・ウィーバー&デューイ・ロバートソンからNWAミッドアトランティック・タッグ王座を奪取した。
その後は古巣のフロリダを経て、1984年よりAWAに定着。クラッシャー、ビル・ロビンソン、ブラックジャック・マリガン、ブラックジャック・ランザ、バロン・フォン・ラシク、グレッグ・ガニア、ジム・ブランゼル、ファビュラス・ワンズ、スティーブ・オルソノスキー、ブラッド・レイガンズ、カート・ヘニング、ジェリー・ブラックウェル、キングコング・バンディなどのジョバーを務めた。1985年には当時のロシア系ヒールの新鋭ボリス・ズーコフのマネージャー兼パートナーとなり、サージェント・スローターやロード・ウォリアーズとも対戦した。
引退後はAWAの本拠地だったミネアポリスにて集合住宅の管理業務に就いた。
2024年2月10日、訃報が発表された。85歳没。

## 得意技
- ダイビング・ニー・ドロップ
- キッチン・シンク

## 獲得タイトル
ワールド・レスリング・アソシエーション（インディアナポリス）
- WWA世界タッグ王座：2回（w / アンジェロ・ポッフォ）[31]

アメリカン・レスリング・アソシエーション
- AWA世界タッグ王座：1回（w / ハーリー・レイス）[4]

NWAハリウッド・レスリング
- NWAビート・ザ・チャンプTV王座：1回

NWAビッグタイム・レスリング（ダラス）
- NWAテキサス・ブラスナックル王座（ダラス版）：1回[5]
- NWAアメリカン・タッグ王座：2回（w / ブロンコ・ルービッチ）[10]

チャンピオンシップ・レスリング・フロム・フロリダ
- NWAフロリダ・タッグ王座：3回（w / ブロンコ・ルービッチ×2、ボビー・シェーン）[9]

NWAビッグタイム・レスリング（デトロイト）
- NWA世界タッグ王座（デトロイト版）：1回（w / ドミニク・デヌーチ）[32]

NWAオールスター・プロレスリング
- NWA大英帝国ヘビー級王座（ニュージーランド版）：1回[24]

NWAミッドパシフィック・プロモーションズ
- NWAハワイ・タッグ王座：1回（w / スティーブ・ストロング）

ミッドアトランティック・チャンピオンシップ・レスリング
- NWAミッドアトランティック・タッグ王座：1回（w / ニコライ・ボルコフ）[27]

グランプリ・レスリング
- GPWタッグ王座：1回（w / ジル・ポワソン）[22]